# Capoeta fusca
Capoeta fusca är en fiskart som beskrevs av Nikolskii, 1897. Capoeta fusca ingår i släktet Capoeta och familjen karpfiskar. Inga underarter finns listade.